# كيريل سيريبرينيكوف
كيريل سيريبرينيكوف (بالإنجليزية: Kirill Serebrennikov) (و. 1969  م) هو مخرج أفلام، ومخرج مسرحي، وكاتب سيناريو من الاتحاد السوفيتي، وروسيا، ولد في روستوف-نا-دونو.

## التعليم
تعلم في Rostov State University ‏.

## جوائز
حصل على جوائز منها:
- جائزة التلفزيون الصناعي [الإنجليزية]‏
- التوراندوت البلوري [الإنجليزية]‏.

## وصلات خارجية
- كيريل سيريبرينيكوف على موقع IMDb (الإنجليزية)
- كيريل سيريبرينيكوف على موقع مونزينجر (الألمانية)
- كيريل سيريبرينيكوف على موقع قاعدة بيانات الأفلام العربية
- كيريل سيريبرينيكوف على موقع ألو سيني (الفرنسية)
- كيريل سيريبرينيكوف على موقع أول موفي (الإنجليزية)
- كيريل سيريبرينيكوف على موقع قاعدة بيانات الفيلم (الإنجليزية)
- كيريل سيريبرينيكوف على موقع كينوبويسك (الروسية)